# Ximena Restrepo
Ximena Restrepo (Medellín, 10 maart 1969) is een voormalige atleet uit Colombia. Restrepo trouwde met de Chileense kogelstoter Gert Weil en nam later de Chileense nationaliteit aan.
Restrepo nam voor Colombia deel aan vier opeenvolgende Olympische Zomerspelen.
Op de Olympische Zomerspelen in 1988 in Seoul nam ze deel aan drie onderdelen: de 200 meter, de 4x100 meter estafette en 4x400 meter estafette.
Op de Olympische Zomerspelen in 1992 in Barcelona behaalde ze een bronzen medaille op het onderdeel 400 meter. Ze liep daarmee een Zuid-Amerikaans continentaal record op deze afstand.
Op de Olympische Zomerspelen in 1996 in Atlanta liep ze de 400 meter, maar strandde in de series.
Op de Olympische Zomerspelen in 2000 in Sydney liep ze de 4x400 meter estafette.
- World Athletics: 14263930